# بوبي فيرغسون
بوبي فيرغسون (بالإنجليزية: Bobby Ferguson)‏ (8 يناير 1938 في المملكة المتحدة - 28 مارس 2018) هو مدرب كرة قدم ولاعب كرة قدم بريطاني في مركز الظهير. لعب مع ديربي كاونتي وكارديف سيتي ونادي باري تاون يونايتد ونيوبورت كونتي ونيوكاسل يونايتد.

## وصلات خارجية
- بوبي فيرغسون على موقع قاعدة بيانات كرة القدم.إي يو (الإنجليزية)
- بوبي فيرغسون على موقع Soccerbase.com (مدرب) (الإنجليزية)